# ADN & Standard
Les  ADN et les Standards forment une lignée d'autorails conçus par les Aciéries du Nord. 

## Historique
Les « ADN », du nom de leur constructeur, ont été mis en service en 1933 et produits à 19 exemplaires pour différents réseaux.
Ils ont été suivis par les « Standards », des autorails polyvalents étudiés conjointement par les réseaux du Nord, de l'Est et du PO-Midi, sorte de DEA avant l'heure, et livrés à partir de 1936. Les standards ont été produits par différents constructeurs, comme Decauville, Bacalan, Renault, et d'autres sous maîtrise d’œuvre des Aciéries du nord. 
On distingue :
- les ADN

| Date      | Compagnie  | N° d'origine          | N° SNCF      | N° final     |
| --------- | ---------- | --------------------- | ------------ | ------------ |
| 1933      | PLM        | ZZ 85 H 1 et 2        | XA 1001 & 2  | -            |
| 1933      | PO-Midi    | ZZ 23831-32           | XA 1101 & 2  | -            |
| 1934      | Nord       | ZZ 17 & 18            | XA 1501 & 2  | -            |
| 1934      | État > PLM | ZZ 24501/2, H 201 & 2 | XA 2001 & 2  | X 22001 & 02 |
| 1935-1937 | PO-Midi    | ZZ 23811 à 19         | XA 2101 à 09 | X 22101 à 09 |
| 1937      | PLM        | ZZ H 101 & H 112      | XA 2201 à 12 | X 22201 à 12 |

- les Standards

| Date      | Compagnie | N° d'origine  | N° SNCF      | N° final     |
| --------- | --------- | ------------- | ------------ | ------------ |
| 1937      | Est       | 60201 à 08    | XA 3001 à 08 | X 23001 à 08 |
| 1936-1937 | Nord      | ZZ 401 à 423  | XA 3101 à 23 | X 23101 à 23 |
| 1939      | Nord      | ZZ 431 à 446  | XA 3131 à 46 | X 23131 à 46 |
| 1937      | PO-Midi   | ZZ 23753 à 60 | XA 3201 à 08 | X 23201 à 08 |
| 1937      | PO-Midi   | ZZ 23751 & 52 | XA 3501 & 02 | X 23501 & 02 |

Le ZZ H 110 et les ZZ 412, 435 et 444 ont été détruits pendant la guerre.
Les premiers ADN, utilisés en unité simple, étaient munis de petits tampons alors que les derniers exemplaires PLM et PO-Midi disposaient de l'attelage automatique Willison. Ils pouvaient être utilisés en unité double ou tracter une remorque de 23 t. 
Après la guerre, les réparations et grandes révisions verront l'équipement de ces autorails en traverses de choc, avec tampons et attelage à tendeur allégé classique. La généralisation de la traction de remorques diverses qui  s'ensuivit  entrainera des surchauffes des moteurs.  La solution passera par un refroidissement forcé avec des radiateurs en toiture qui confèreront à la série son aspect définitif si caractéristique.
La série des ADN et Standards sera totalement amortie en 1970.

## Caractéristiques
Les ADN sont des autorails à 2 cabines de conduite, un bogie moteur portant le diesel, et un bogie porteur de type pennsylvania. 
Les 2 premiers ADN livrés au PLM étaient dotés d'un moteur diesel MAN de 170 ch à 500 tr/min, équipé d'une boîte de vitesses Renk (de) et entraînant les deux essieux moteurs par des bielles. 
Les suivants auront un huit cylindres en ligne diesel MAN de 250/280 ch accouplé à une boîte à 5 rapports SLM-Winterthur par un embrayage hydraulique, et une transmission par cardans, à l'exception des ZZ 17 et 18 du Nord (1934) qui seront équipés de transmissions électriques. Leur moteur sera accouplé à une génératrice principale et à une génératrice auxiliaire. Le bogie moteur (de type Bo') sera équipé de deux moteurs électriques de traction (un par essieu). Le ZZ 17 optera pour la transmission électrique suédoise ASEA et le ZZ 18 pour la transmission française Jeumont que l'on retrouvera sur les motrices des TAR 36 franco-belge.
Les premiers standards bimoteurs seront équipés de deux huit cylindres Acénor développant 280 / 300 ch à 1 400 / 1 500 tr/min. On retrouvera la transmission SLM-Winterthur. Les radiateurs d'eau des moteurs sont alors placés en partie inférieure aux extrémités de la caisse ce qui permettra un refroidissement sans ventilateur.

## Modélisme
Les autorails Standard ont été reproduits à l'échelle HO par :
- L'ancienne firme française AS
- L'artisan Locoset Loisir (Artmetal-LSL), sous forme de kit à monter en laiton
- Les Éditions Atlas, dans le cadre de la collection par VPC "Michelines et Autorails".

Et les autorails ADN par :
- L'artisan Locoset Loisir (Artmetal-LSL), sous forme de kit à monter en laiton.